# Aero A-102
Aero A-102 byl prototyp československého stíhacího hornoplošníku z 30. let 20. století navržený šéfkonstruktérem ing. Antonínem Husníkem z firmy Aero, továrna letadel dr. Kabeš. Stroj byl připravován dle požadavku Ministerstva národní obrany od roku 1932, ovšem v soutěži nakonec uspěla konkurenční firma Avia z koncernu Škoda. Ze sériové výroby stroje A-102 nakonec sešlo.

## Vznik a vývoj
Příběh letounu A-102 se započal koncem léta 1932, kdy byly pod tímto označením dokončeny výkresy elegantního dvojplošníku bez baldachýnu, jemuž horní křídlo vyrůstalo přímo ze hřbetu trupu a lomilo se do M. Podle výpočtů měl dvojplošník A-102 s motorem Gnome-Rhône 14Krsd „Mistral Major“ dosahovat rychlosti 397 km/h. Návrh dvojplošníku byl zaslán na Ministerstvo národní obrany (MNO), kde soutěžil s jinými projekty stíhacích letadel - Š-231 (Letov), B-34 (Avia) a BH-44 (Praga). Vyhrála i tentokrát Avia, za níž stála mocná Škodovka, a všem v Aerovce bylo jasné, že mohou příště prorazit jedině velmi moderní koncepcí. Cesta vedla k polosamonosnému dolnoplošníku, který už tehdy ve světě začal pomalu dobývat půdu. 
Počátkem roku 1933 putovala na MNO nabídka stíhacího letounu A-102D. Šlo o velmi slibný projekt, při jehož výpočtu se objevila rychlost dosud u nás nedosažená – 421 km/h. Avšak na MNO dosud trvala nedůvěra k dolnoplošníkům, upevněná obtížemi s letouny Avia ve dvacátých letech a MNO tedy nedalo souhlas ke stavbě A-102D. Bylo však zřejmé, že i v samotné kanceláři Aero byli poněkud nejistí nad problémy, které by řešení takového stroje přineslo. V celokovovém řešení kostry neměli přece ještě takové zkušenosti a zejména koncepce dolnoplošníku byla nesmírně náročná. Proto při vývoji prototypu pro druhé kolo soutěže na standardní stíhací letoun, z níž posléze vyšel vítězně typ Avia B-534 (vyráběný od roku 1935), obrátili svou pozornost k řešení A-102 jako hornoplošníku se vzpěrovým křídlem. Ani konstrukce hornoplošníku nebyla jednoduchá, jak lze ostatně pozorovat na dochovaných materiálech. Velmi obsáhle se experimentovalo s polohou křídla a trupu, s výztužným systémem aj. Bylo dobře patrno, jak po několika tápavých krocích začnou linie nového letadla uzrávat, až nakonec vyústí do definitivního řešení.
Prototyp stíhacího hornoplošníku A-102 byl zalétán v červenci 1934, poháněn dvouhvězdicovým motorem Walter Mistral K 14-I o nominálním výkonu 515 kW (700 k).

## Popis letounu

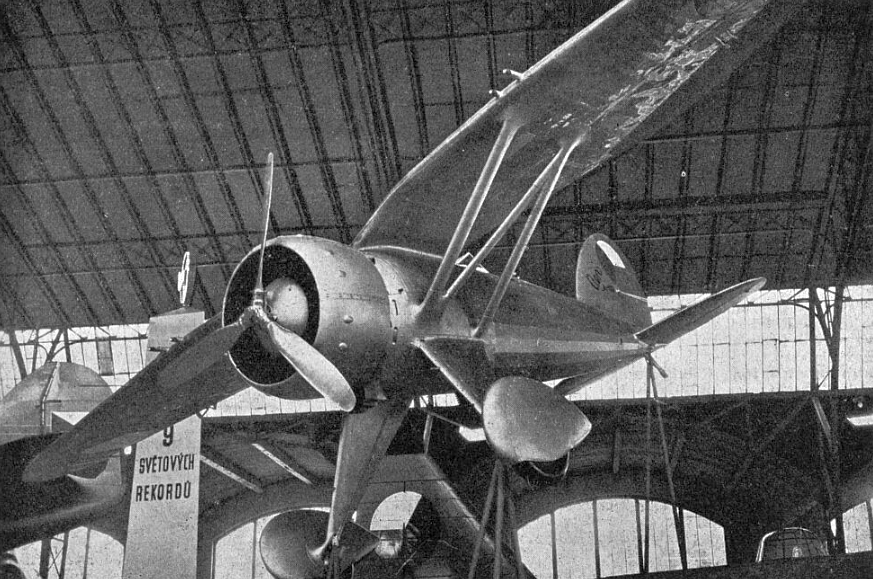
Aero A-102 na Národní letecké výstavě v Praze (1937)

A-102 vypadala velmi slibně, avšak zdaleka neznamenala stoprocentní úspěch. Při zkouškách se jako nesporný klad projevila neobyčejná rychlost 430 km/h, nejvyšší, jaké do té doby dosáhlo československé letadlo. Velmi dobrá byla obratnost a stoupavost, rovněž délka rozjezdu byla při 135 m překvapující. Neuspokojovaly však vlastnosti při přistávání. A-102 ještě neměla vztlakové klapky a při svém poměrně vysokém plošném zatížení 110 kg/m2 (dvojplošník B-534 měl 78 kg/m2) musela sedat při rychlosti okolo 140 km/h, a to byla tehdy příliš vysoká hodnota, na níž nebyli připraveni ani zkušení tovární piloti. Pro řadové stíhací letce, zvyklé dosud na dvouplošníky, by to znamenalo značnou změnu návyků.
Aero A-102 byl jednomotorový, jednomístný vzpěrový hornoplošník. Křídlo s kovovou kostrou bylo na náběžné hraně potaženo duralem a zbytek plochy plátnem. Eliptické prohnuté křídlo (lomené do M) bylo napojeno přímo na hřbet trupu a podepřeno na obou stranách vzpěrami ve tvaru N. Ty byly ukotveny do nejširší části křídla a do trupu. Trup svařený z ocelových trubek byl částečně potažen duralem (v přední části trupu) a částečně plátnem. Otevřený pilotní prostor byl chráněn větrným štítkem. Ocasní plochy byly vyztuženy ocelovými strunami a potaženy plátnem. Pevný podvozek s kapkovitě krytými a odpruženými koly byl ostruhového typu. Motor Walter 14 Kfs Mistral Major byl kapotován krytem NACA. Výzbroj tvořily 4 kulomety vz. 30 ráže 7,92 mm z České zbrojovky ve Strakonicích umístěné v křídle, na každé straně dva.

## Použití

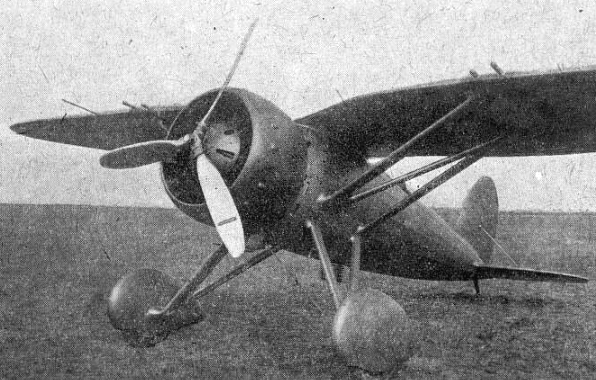
Aero A-102, stíhací letoun (1934)

Prototyp byl v roce 1935 intenzivně zkoušen ve Vojenském technickém leteckém ústavu (VTLÚ) a nejméně dvakrát havaroval. V létal v hliníkovém nátěru na celé ploše a s označením "bleděmodrá s9". V roce 1934 při příletu na kbelské letiště vysadil pilotu Vnukovi motor a letoun havaroval do svahu pod letištěm. V roce 1936 zase havaroval mjr. Ján Ambruš. Pokaždé se podařilo stroj opravit tak, aby mohly letové zkoušky pokračovat. Tehdy s ním již československé letectvo nepočítalo. Po poslední těžké havárii byl s největší, pravděpodobností vráceno výrobci, který stroj opravil.
Letoun A-102 se objevil v červnu 1937 na III. Národní letecké výstavě v Praze, kde tvořil dominantu stánku firmy Aero. Účast na této veřejné akci lze označit za pokus dodávat (v případě zájmu) letoun do zahraničí. Ale bylo to vlastně jediné a poslední uvedení A-102 na veřejnosti. Jako nepodložená teorie se ukázala historka s možným "exportem" jediné vyrobené stíhačky Aero A-102 do válčícího Španělska.
Provoz letounu prokázal, že stroj měl oproti dvouplošníkům Avia B-534 příliš vysokou přistávací rychlost, což by tehdy činilo pilotům velké potíže. Kvůli relativně malé nosné ploše měl na tu dobu velké plošné zatížení. Špatné přistávací charakteristiky by vyléčily vztlakové klapky, ty letoun ale neměl. Avia navíc v roce 1937 přišla s moderněji řešeným dolnoplošníkem B-35, který sliboval dovést naše stíhací letectvo na kvalitativně podstatně vyšší úroveň, a proto byla A-102 definitivně odsunuta stranou. Vývojová řada stíhacích letounů Aero nebyla tedy ani početná, ani příliš úspěšná. Mnohem větší morální i obchodní zisk přinesly konstrukce dvoumístných těžších vojenských letadel.

## Specifikace

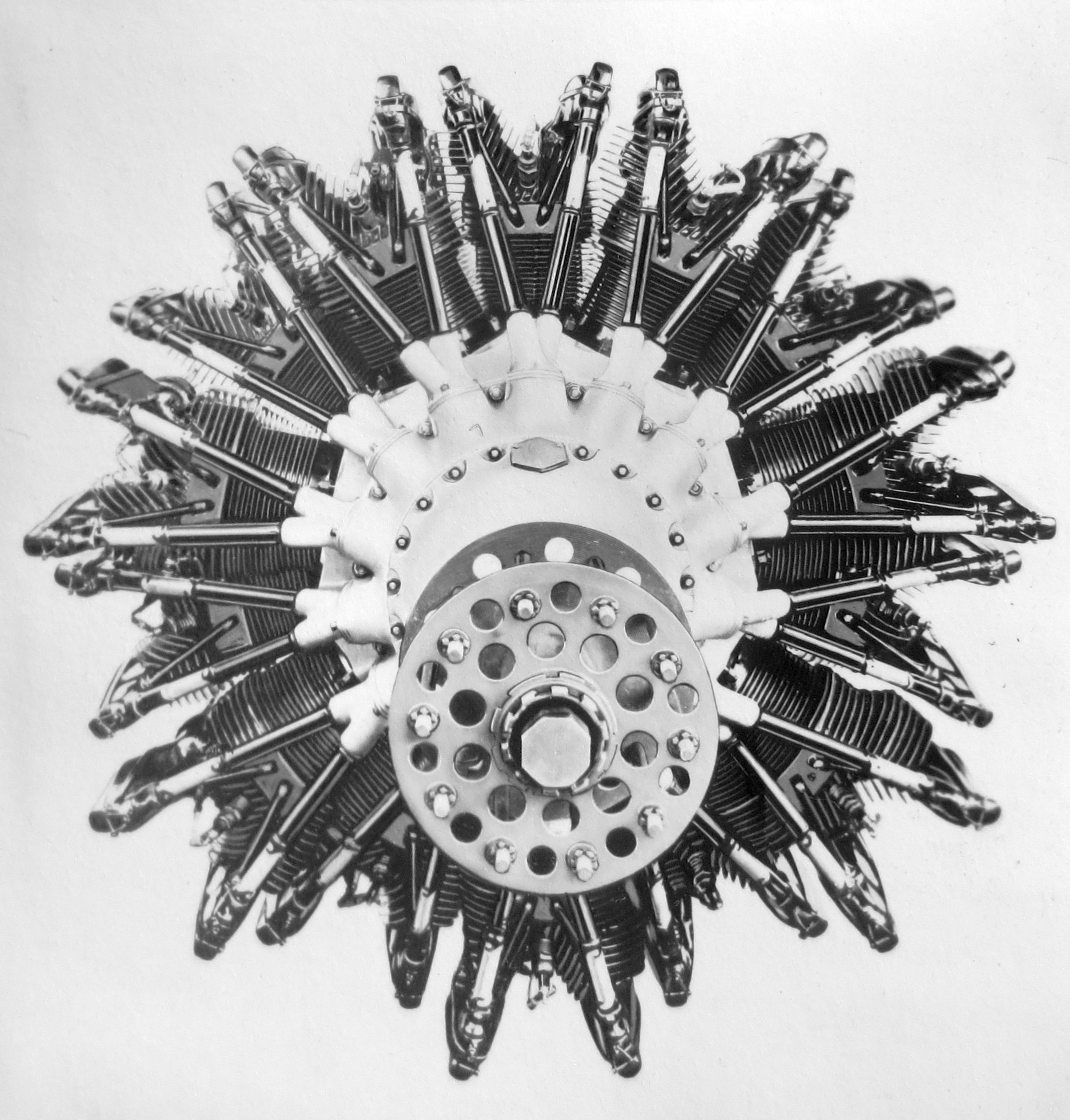
Walter Mistral K 14-I (1934-37)

Data podle

### Technické údaje
- Posádka: 1
- Rozpětí: 11,50 m
- Délka: 7,30 m
- Nosná plocha: 18,50 m2
- Plošné zatížení: 110 kg/m2
- Hmotnost prázdného letounu: 1 478 kg
- Vzletová hmotnost: 2 036 kg
- Pohonná jednotka: 1× pístový, vzduchem chlazený, dvouhvězdicový čtrnáctiválcový motor Walter Mistral K 14-I (14Kfs)
  - nominální, jmenovitý výkon: 515 kW / 700 k při  2400 ot/min
  - maximální, vzletový výkon: 588 kW / 800 k při 2520 ot/min
  - max. výkonnost ve výšce 3850 m: 588 kW / 800 k při 2400 ot/min
- Vrtule: pevná kovová třílistá

### Výkony
- Maximální rychlost: 434 km/h
- Cestovní rychlost: 356 km/h
- Přistávací rychlost: 140 km/h
- Dostup: 10 000 m
- Stoupavost: 14,3 m/s, do 5 000 m 5,8 min
- Dolet: 670 km

### Výzbroj
- 4 × pevný letecký kulomet vz. 30 ráže 7,92 mm